# Gloria María Valenciano
Gloria María Valenciano (Lanzarote, 1960) è una modella spagnola, eletta Miss Spagna nel 1978.

## Biografia
Eletta Miss Spagna a Tenerife, la studentessa diciottenne Gloria Maria Valenciano, proveniente da Lanzarote in seguito partecipò anche a Miss Universo 1979 e Miss Mondo 1978, dove si classificò al quinto posto.